# Jeffrey Hopkins
Jeffrey Hopkins (ur. 1940, zm. 1 lipca 2024 w Vancouver) – amerykański tybetolog, działacz na rzecz Tybetu.
W latach 1979–1989 był głównym tłumaczem książek XIV Dalajlamy na angielski.

## Niektóre publikacje
- Compassion in Tibetan Buddhism (1980)
- Deity Yoga (wraz z XIV Dalajlamą, 1981)
- Kalachakra Tantra - Rite of Initiation (wraz z XIV Dalajlamą, 1985)
- Tantra in Tibet (wraz z XIV Dalajlamą, książka zawiera również jedno z pism Tsongkhapy, 1987)
- Death, Intermediate State and Rebirth (wraz z Lati Rinpocze; wydanie polskie Śmierć, stan pośredni i odrodzenie w buddyzmie tybetańskim)